# 太平山杜鵑蚜
太平山杜鵑蚜（学名：Neoacyrthosiphon podocarpi）为常蚜科新光額蚜屬下的一个种。